# Capelles de la catedral de Toledo

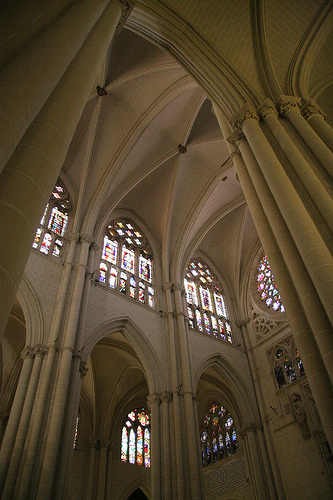
Interior de la catedral

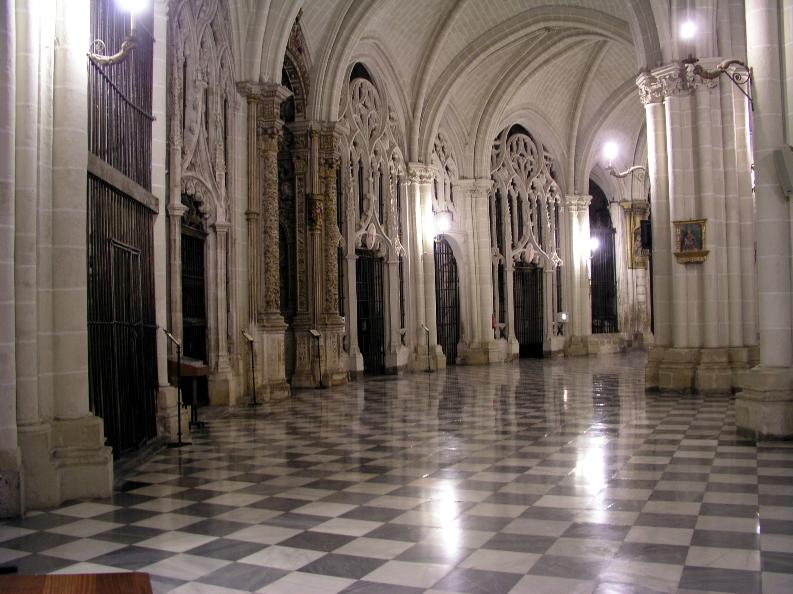
Girola de la catedral

Les capelles de la catedral de Santa María de Toledo són un conjunt arquitectònic i artístic que contribueix al fet que sigui considerada com la magnum opus de l'estil gòtic a Espanya. Originalment, les capelles majors i menors que existien en el projecte de Rodrigo Jiménez de Rada envoltaven la capçalera de la catedral. D'elles, algunes van desaparèixer i d'altres es van ampliar o reordenar. De les capelles menors actualment només existeixen les capelles de Santa Ana i San Gil. De les capelles majors es conserven les de San Juan Bautista i Santa Leocadia que encara tenen elements de la primera època. Les capelles que només han patit alteracions en l'ornamentació són la de los Reyes Viejos i la de Santa Lucía.
Les altres capelles van ser modificades o van desaparèixer, tot i que en algunes casos encara se'n pot reconèixer l'embocadura. Hi ha sis capelles petites de la girola que durant els segles xiv i xv es van transformar en les capelles funeràries de San Ildefonso i San Santiago. A començaments del segle xvii, la Capilla del Cristo de la Columna es va transformar en la del Cristo de los Estudiantes; la de Santa Bárbara, la de San Nicolás, la de Santa Isabel i la de la Santísima Trinidad es van integrar en altres estructures encara que alguns detalls permeten reconèixer-ne l'anterior existència. Per tant, després de les diferents modificacions, les que es existeixen actualment són les capelles de los Reyes Viejos, de San Juan Bautista, de Santa Leocadia, de Santa Lucía, de San Eugenio, de San Blas –incorporada al claustre–, de San Pedro i de los Reyes Nuevos. En les posteriors obres de remodelació gairebé sempre es va mantenir el criteri d'avançar des de la capçalera de la catedral cap al mur, i això explica bé el traçat actual, tot i que de vegades sembla bastant caòtic respecte als primers dissenys de l'edifici.

## Capilla Mayor

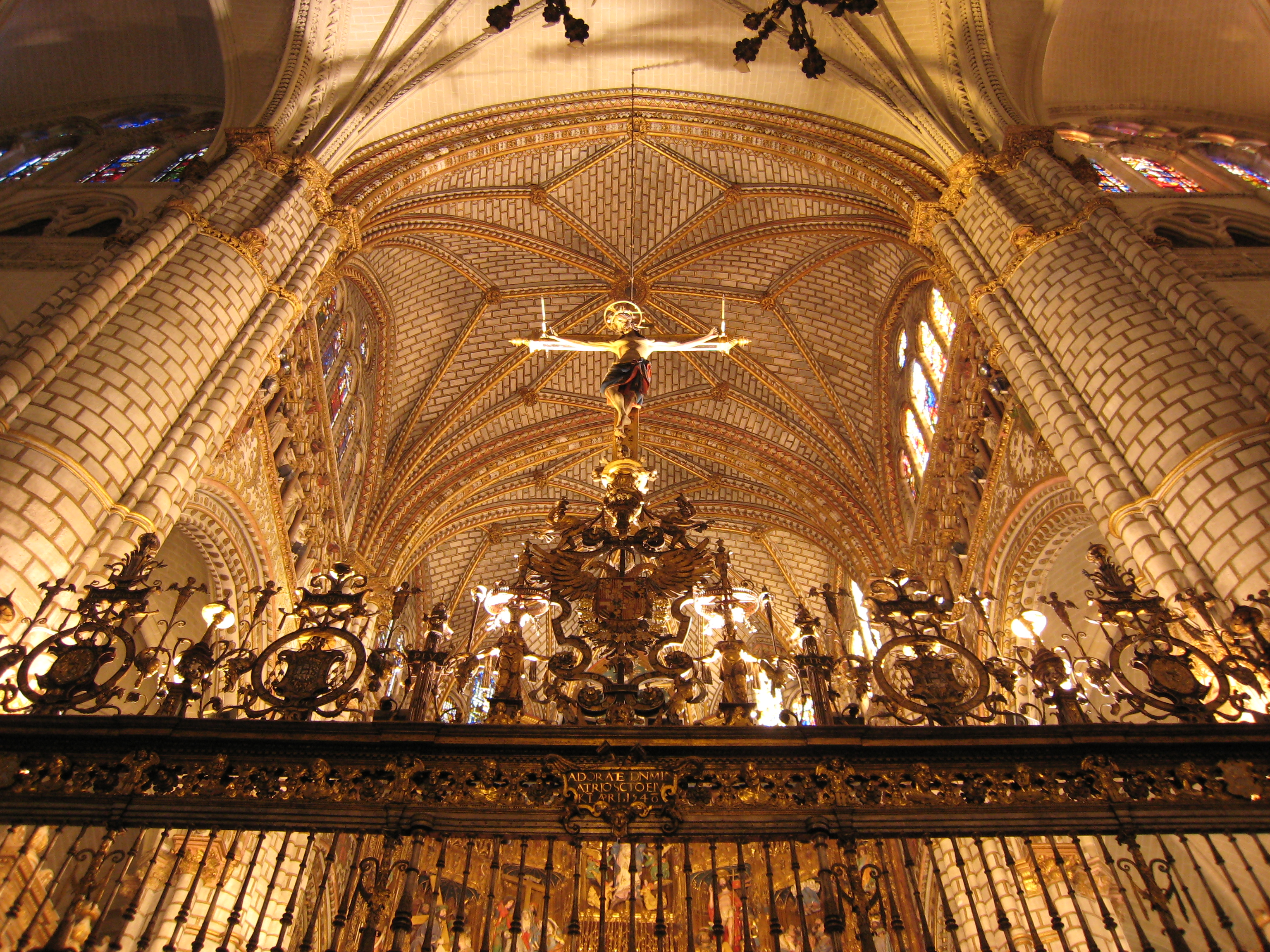
Entrada a la Capilla Major

La Capilla Mayor de la catedral acumula una gran riquesa en obres d'art, començant per la mateixa arquitectura del recinte. En el seu origen presentava dues parts amb dues voltes independents. La volta poligonal pertanyia a la Capilla de los Reyes Viejos que quedava una mica separada. Amb aquesta divisió, el presbiteri va quedar estret i no encaixava amb les característiques de les construccions de la catedral. El cardenal Cisneros va tenir molt clar que calia reconstruir aquesta part de l'edifici i després d'alguns enfrontaments amb el capítol catedralici, va aconseguir el permís per demolir la Capilla de los Reyes Viejos, ampliar el presbiteri i crear l'espai suficient per a col·locar al gran retaule gòtic que ell mateix havia encarregat.
També al principi, la capella estava tancada per dos magnífics murs de pedra a ambdós costats, que eren com enormes reixats. La part corresponent al costat de l'Evangeli va ser destruïda quan es va fer el mausoleu del cardenal Mendoza. Actualment, com ha quedat intacte, es pot observar la part corresponent al costat de l'Epístola i per les seves característiques es pot deduir que es tractava d'una gran obra. És possible que l'obra finalitzés en temps de l'arquebisbe Pedro de Luna, ja que les seves armes i blasons policromats de Castella i Lleó figuren en aquesta obra. Està generosament decorada d'estatuària i rematada per un cor d'àngels que sembla que volen.
Amb aquesta obra de pedra calada es van construir els dos pilars que donen pas a l'interior de la capella. Al pilar de l'esquerra es pot veure l'estàtua d'una figura amb barba i amb un bastó de pastor; representa a Martín Alhaja, un famós pastor que, segons la llegenda, va donar una decisiva informació durant la batalla de Las Navas de Tolosa. El pilar contrari s'anomena de l'Alfaquí per l'estàtua d'Abu Walid, que va portar el rei Alfons VI un missatge de cordialitat.
Tot el presbiteri està cisellat amb figures de totes les mides que representen personatges mitològics. A la part poligonal, al costat de l'Evangeli, hi ha els sepulcres d'Alfons VII i Sanç III de Castella, ambdós decorats amb estàtues jacents. Al costat de l'Epístola hi ha les sepultures de Sanç IV de Castella i de l'infant de Castella Pedro Alfonso (1330-1338), senyor d'Aguilar, fill bastard d'Alfons XI de Castella i d'Elionor de Guzmán. Dues imatges dels reis van ser creades per Copín de Holanda i la policromia per Francisco de Amberes de Toledo.

### Reixa
La reixa va ser encarregada pel capítol catedralici amb la idea de transformar l'antiga reixa gòtica per una d'estil renaixentista. L'artista que se'n va fer càrrec va ser Francisco de Villalpando. L'obra va començar el 1540 i va acabar el 1548, segons es pot llegir a la mateixa reixa. És de ferro i bronze daurat, amb balustres lineals que alternen amb nusos, i està col·locada sobre un sòcol de jaspi i marbre. Forma uns relleus que representen passatges de la història sagrada, amb un fris de grotescs. També hi ha un pis amb balustres que estan dividits verticalment per altres balustres especials i més amples; sobre aquests hi ha un altre fris calat i enriquit amb bustos, angelets i formes florals. Per sobre hi ha la cresteria, que forma una filigrana d'escuts, genis alats, medallons i d'altres adorns platerescs. Al centre hi ha l'escut de Carles V amb l'àguila bicèfala i, per sobre, el canelobre llaurat que serveix de peanya al gran Crucifix, una peça demanada expressament pel capítol catedralici com a símbol per celebrar l'acabament de l'obra. Villalpando va signar l'obra posant en un racó les paraules Labor ubicumque (treball a totes parts).

### Capilla del Sepulcro
Sota l'altar major hi ha la Capilla del Sepulcro que ve a ser com una cripta; es va construir quan es va tirar a terra la Capilla de la Santa Cruz. És més aviat baixa i presenta una volta de creueria sostinguda per pilars. S'accedeix a ella per la part exterior del presbiteri, a través de dues portes enreixades que condueixen a les escales de baixada.
És una capella que té tres altars: un de central i dos de laterals. El del centre està dedicat al Sant enterrament amb un grup escultòric de Copín d'Holanda en què es representa Crist, ja mort, amb les tres Maries, sant Joan, sant Josep d'Arimatea i Sant Nicodem. L'altar de l'esquerra està dedicat a sant Julià i presenta una talla d'aquest arquebisbe més dues taules italianes amb el tema de sant Pere i sant Pau. El de la dreta té pintures de Luis Medina i Francisco Ricci que, el 1653, havia estat nomenat com a pintor oficial de la catedral.

### Retaule

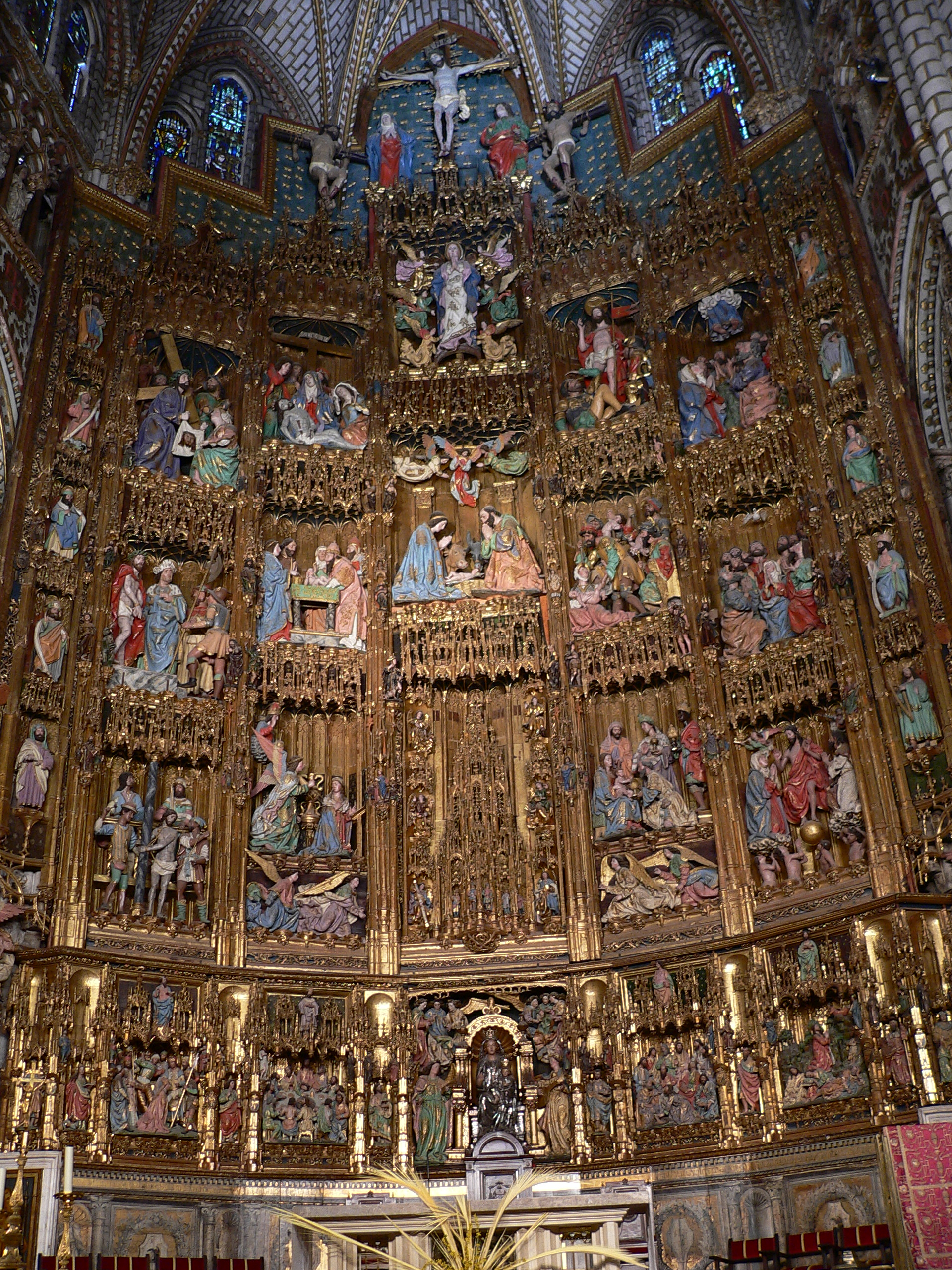
Retaule de la Capilla Mayor

És un retaule gòtic florit, una de les últimes manifestacions d'aquest estil que desapareixia per donar pas al renaixement. Va ser un encàrrec del cardenal Cisneros, una obra mestra col·lectiva que es va iniciar el 1497 i va acabar el 1504. Hi van col·laborar una llarga llista d'artistes entre arquitectes, pintors i escultors: Enrique Egas i Pedro de Gumiel en el disseny; Francisco de Amberes i Juan de Borgoña en la part de l'estofat i la policromia; Rodrigo Alemán, Felipe Bigarny, Diego Copín de Holanda i Sebastián de Almonacid s'encarregaren de la imatgeria; i Petit Juan o Peti Joan, de l'entallat i l'ornamentació.
El retaule està constituït per una quantitat important d'estatuària i cal destacar una magnífica i delicada filigrana que s'observa en els pilars petits, en les agulles i els dosserets; tota l'obra és de Peti Joan. El retaule, que consta de banc i predel·la, té una forma corbada, ja que calia que es pogués adossar perfectament al mur de la capella. Presenta cinc carrers més amples i dos de més estrets als extrems; aquests, contenen imatges de sants sota dossers acabats en pinacles. El carrer del centre és el de més amplada i presenta cinc pisos amb una línia de separació que en lloc de ser horitzontal en aquest cas és graonada. A la predel·la hi ha uns grups escultòrics en relleu i també algunes imatges exemptes.
El carrer central, mirant-ho de baix a dalt, comença amb una figura sedent de la Mare de Déu amb l'Infant xapada en plata, que és del segle xiii. Sobre seu hi ha el sagrari, una custòdia gòtica tallada en fusta. Més a dalt hi ha el tema de la Nativitat i més amunt el de l'Ascensió. Aquesta part culmina amb un monumental Gòlgota. Tots aquests relleus centrals s'han atribuït a Felipe Bigarny. En els altres carrers hi ha distribuïts diversos temes que fan referència a la vida i la Passió de Jesús. El retaule va ser fet de fusta de làrix daurada i va ser policromat per diversos pintors entre els quals destaquen Francisco de Amberes, Juan de Borgoña i Fernando del Rincón.

### Sepulcre del cardenal Mendoza

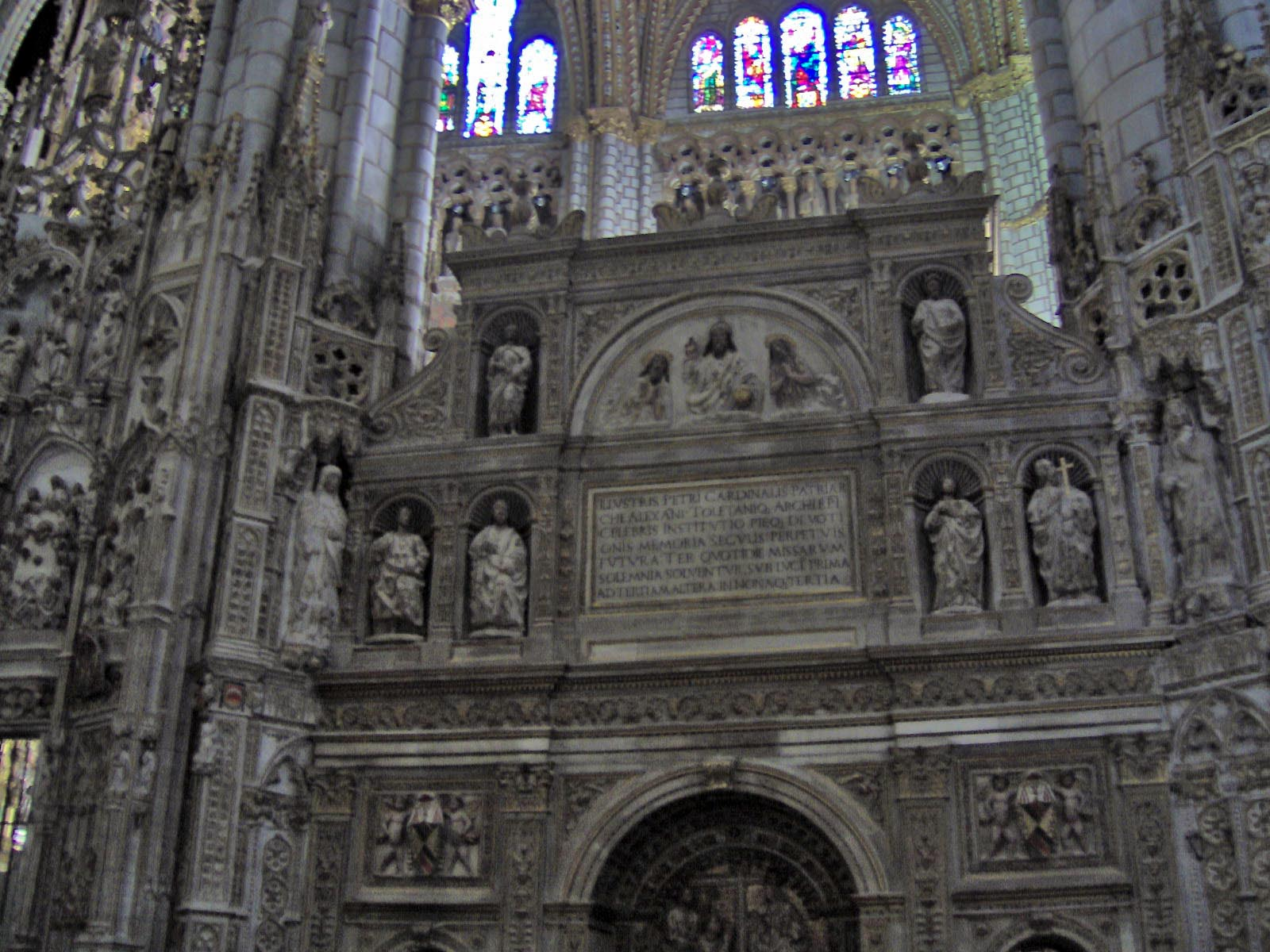
Detall del sepulcre del cardenal Mendoza, per la part de la girola.

El sepulcre del cardenal Mendoza es va col·locar a la catedral, desig que ell mateix havia manifestat l'any 1493, encara que el capítol catedralici es va oposar en un primer moment que el lloc fos el presbiteri, perquè aquest espai havia de preservar-se per a la posició privilegiada dels monarques. Tanmateix, finalment van haver de modificar-se l'estructura del cor i moure els sepulcres reials per acomodar el sepulcre segons un darrer dictamen del capítol catedralici, influït per la intervenció personal a favor del cardenal dels Reis Catòlics i la inestimable intervenció dels que Isabel la Catòlica anomenava «els tres bells pecats del cardenal» (els seus fills). La mateixa mort del cardenal, l'11 de gener de 1495 a Guadalajara, va estar envoltada d'un halo de santedat, ja que els presents asseguraven haver vist una creu blanca brillar en el moment de l'òbit.
Va ser el primer sepulcre castellà d'estil renaixentista. L'obra consisteix en una estructura amb un arc obert central –i dos de més petits–, llaurat en dues cares i on es pot veure el monument tant des de dintre del presbiteri com des de la part de fora que dona a la girola, seguint el model d'un arc de triomf romà que va escandalitzar quan es va construir, tant per ser molt espectacular com per abandonar l'estil gòtic que fins aquell moment es considerava el més pertinent. L'autoria de l'obra no està clara, va ser atribuït al florentí Jacopo Sansovino que més tard va treballar en la cort portuguesa amb obres d'un estil similar. L'impacte sobre altres obres posteriors va ser molt gran: els sepulcres de Fadrique de Portugal o Fernando de Arce a la catedral de Sigüenza, entre d'altres, van ser una imitació parcial d'aquest nou model.

## Capilla Mozárabe

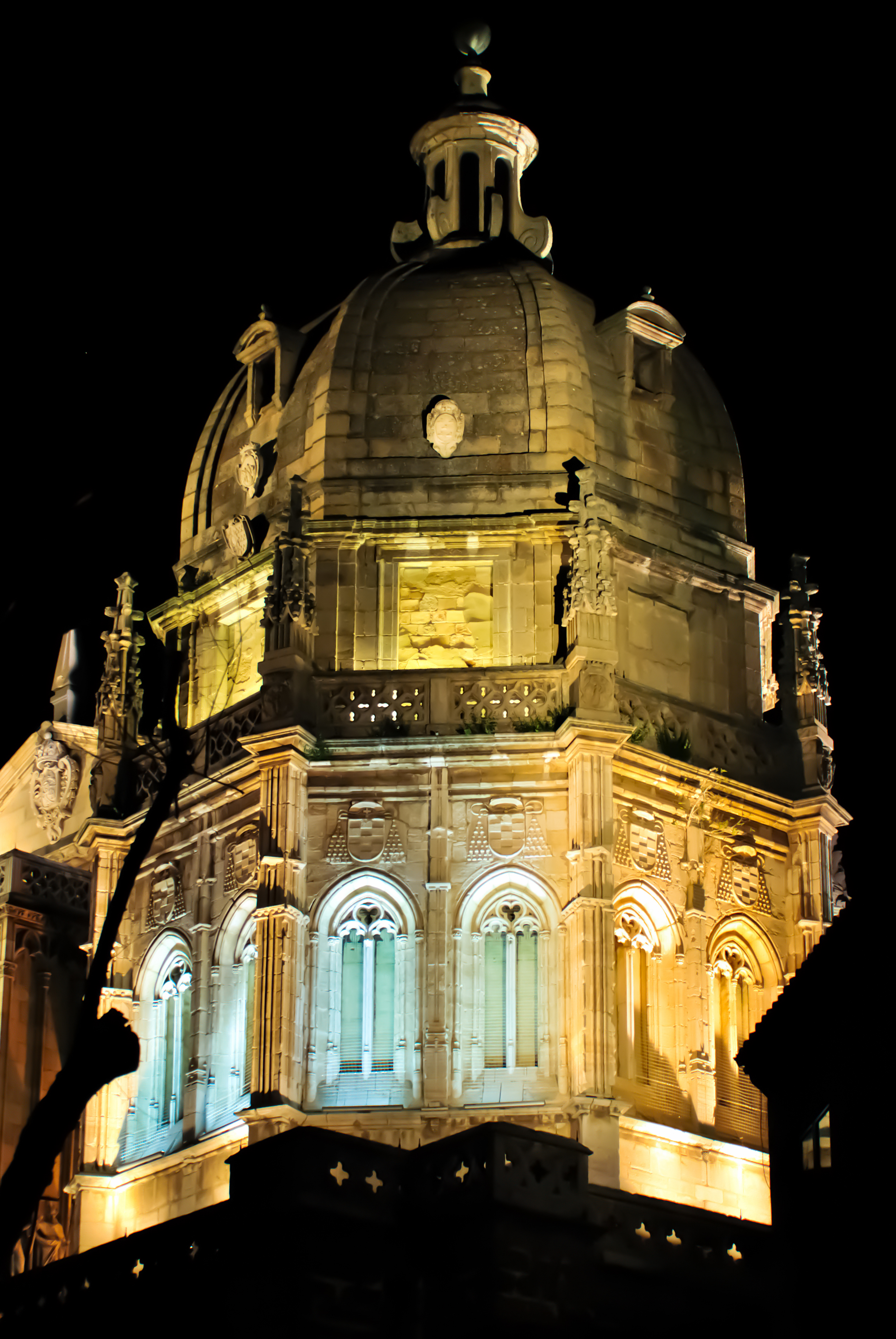
Cúpula exterior de la Capilla Mozárabe

La Capilla Mozárabe és a l'angle sud-oest del temple, en el lloc on havia d'existir una torre que mai no es va construir. El seu nom original, donat pel Cardenal Cisneros, era el de Capilla del Corpus Christi i el seu destí, ja des dels inicis, era el manteniment del ritu mossàrab.
La construcció s'atribueix a Enrique Egas mestre major de la catedral i s'executà a començaments del 1500. El cimbori original era de Juan de Artega i Francisco de Vargas. L'estructura és d'una planta quadrada sota una cúpula octogonal, possiblement amb un teginat d'estil mudèjar que es va perdre en el temps, no se sap si per un incendi esdevingut el 1620, o a causa de les nombroses remodelacions que va patir posteriorment. L'actual cúpula és de 1631 i és una obra del fill de El Greco, Jorge Manuel Theotocópuli, que la va dissenyar amb una forma de prisma octagonal amb un llanternó que potenciava la lluminositat. Cisneros va disposar que en el seu interior l'artista Juan de Borgoña, imitant altres pintures sobre les conquestes dels Reis Catòlics, realitzés diverses obres que mostressin la conquesta d'Orà; en una de les pintures apareix representat el mateix cardenal.
La reixa gòtica que dona pas a l'interior de la capella és de Juan Francés (1524) i entre els diversos elements d'ornamentació hi ha els escuts de Cisneros. L'altar, del segle xviii, una obra de Juan Manzano, és de bronze i marbre de diversos colors. En el centre es pot veure una imatge de la Mare de Déu amb l'Infant, un mosaic del segle xviii. S'explica que la van traslladar des de Roma i a causa del naufragi del vaixell que la transportava va quedar durant algun temps al fons del mar. Per damunt del retaule hi ha un crucifix fet d'una peça tallada en arrel de fonoll mexicà, que el 1590 portà d'Amèrica el frare dominicà Gabriel de San José.

### El ritu mossàrab
S'han donat nombroses explicacions a la voluntat de Cisneros perquè es recuperés una tradició en decadència en aquells moments com era aquest tipus de litúrgia hispànica. La més normal és el desig del cardenal de conciliar dins l'espai de la catedral els diferents sentiments religiosos que encara es mantenien i pels que ell sentia una especial estima. Calia tenir en compte que el 20 de març de 1101, Alfons VI havia donat als mossàrabs de Toledo uns privilegis en els tributs, i el 1371 Enric II els va renovar. Això explica l'interès de Cisneros perquè es recuperessin els còdexs, breviaris i missals, es restauressin en la mida que això fos possible i es tornessin a publicar en noves edicions. Reforça aquesta tesi l'elevada suma (3.800 florins d'or) que va haver de pagar el capítol catedralici per unir l'antiga sala capitular i una altra capella més petita. Sigui com sigui, a la capella es va dir missa d'acord amb el ritu recuperat ja des dels seus inicis i el nombre i freqüència dels assistents va ser molt nombrós.
La missa de ritu mossàrab havia tingut el seu origen en els primers cristians de la península i era anomenada en els seus inicis com a ritu hispanoromà, com se seguia anomenant durant l'etapa visigòtica. La unificació per part del papa Gregori VII dels diferents ritus existents no va evitar que a Toledo es mantingués un ritu propi, que defensava el privilegi de ser l'antic ritus hispanoromà. De fet, la desaparició del ritu on havia estat molt implantat, a Andalusia, va deixar Toledo com l'únic lloc on es practicava el culte, i teòricament només en sis parròquies tot i que, de fet, solament quatre el mantenien.

## Capelles del costat de l'Epístola
La relació de capelles del costat de l'Epístola va bé fer-la començant pels peus de la nau lateral del costat de l'Epístola. La primera de totes seria la capilla Mozárabe que té el seu espai de descripció en una altra secció. A continuació d'aquesta capella i sempre al mateix mur, es troben dos sepulcres sota dos arcs de mig punt, obra d'Alonso de Covarrubias el 1514. Pertanyen a Tello de Buendía, bisbe de Còrdova i ardiaca de Toledo (a la dreta) i a Francisco Fernández de Cuenca, ardiaca de Calatrava (a l'esquerra). A continuació hi ha les altres capelles: la de la Epifanía, la de la Concepción, la de San Martín, i la de San Eugenio.
- Capilla de la Epifanía. Va ser fundada per Maria Fernández i el seu espòs Pedro Fernández de Burgos, sebollits al mur del costat de l'Epístola d'aquesta capella. Més tard va ser restaurada per Luis Daza (mort el 1504) que va ser capellà major d'Enric IV de Castella i que està enterrat al costat oposat dels fundadors, sota un arcosoli gòtic. Dona nom a la capella la pintura sobre el tema de l'Adoració dels Reis Mags del retaule encarregat per Luis Daza i atribuïda l'obra a Juan de Borgoña. A la predel·la al costat de la representació del Sant Enterrament hi ha una figura del comitent, el capellà Daza. La tanca una reixa de l'estil emprat pel ferrer Juan Francés, que va fer algunes del mateix estil en altres capelles de la catedral.[23]

- Capilla de la Concepción. Aquesta capella va ser fundada pel canonge de Toledo i ardiaca d'Alcaraz Juan de Salcedo. Va morir el 1504 i va ser enterrat en un sepulcre on l'estàtua jacent s'aprecia amb una vestidura de casulla amb el cap recolzat sobre coixins i amb motius ornamentals renaixentistes. Al fons del nínxol hi ha la imatge de sant Joan Evangelista i al costat hi ha una inscripció on es diu que havia servit el rei Enric IV, hi ha també l'escut reial de Castella i la data de finalització de la capella el 1502. Igual que a la Capilla de la Epifanía la reixa és atribuïda a Juan Francés i el retaule a Juan de Borgoña.[24]

- Capilla de San Martín. Té un bon retaule on es creu que van treballar els mestres Juan de Borgoña i Francisco de Amberes. Està dividit en tres carrers i cinc trams. La taula central representa el titular sant Martí, bisbe de Tours i es creu que va treballar en ella Andrés Florentino. Als murs laterals es troben els sepulcres amb les figueres jacents sota arcosolis dels canonges Tomás González de Villanueva i Juan López de León.[25] La capella també es tanca amb una gran reixa, signada per Juan Francés amb la següent llegenda: «Juan Francés, maestro mayor de las rejas».

- Capilla de San Eugenio. És al costat sud, i anteriorment es va anomenar capella o parròquia de Sant Pere el Vell o del Corpus Christi. Es va canviar el nom (1430) en temps de l'arquebisbe Sancho de Rojas. Té la particularitat de conservar l'arquitectura originària del segle xiii, a diferència de la resta de capelles. Es tanca amb una reixa molt semblant a les altres signades per Juan Francés. Al retaule hi ha la imatge del sant titular, arquebisbe de Toledo, obra de Copín de Holanda.[21] A la capella hi ha dos sepulcres: el més rellevant, el del cavaller agutzil de Toledo anomenat Fernán Gudiel –mort el 1278–, i el del canonge i bisbe Ferran del Castillo –mort el 1521–; una obra singular d'Alonso de Covarrubias.[21] El sepulcre de Fernán Gudiel és una peça que destaca per la data i també des del punt de vista artístic. Es tracta d'una obra mudèjar, sense cap element destacat d'arquitectura o escultura; simplement, hi ha una senzilla decoració de guix en al que predominen els temes geomètrics.[25] L'arcosoli està delimitat per dues columnes dobles que sobresurten del fris superior o cornisa adornada amb mocàrabs. Limitant aquesta cornisa hi ha una inscripció en llengua i caràcters àrabs que diu de manera repetitiva: «A la Mare de Déu. A la Verge Maria» A l'espai comprès entre aquesta capella i la Puerta de los Leones hi ha la monumental pintura d'onze metres d'altura, representant a sant Cristòfol i realitzada el 1638 pel pintor Gabriel de Ruedas.[26]

## Capelles de la girola i part de la capçalera
Les capelles originals eren petites i estaven disposades alternant la mida, segons era marcada per les voltes. Amb el temps es van fer reformes que van canviar per complet la col·locació i mida d'algunes d'elles. Es fa la descripció començant pel costat de l'Epístola (a la dreta).

### Capilla de los Reyes Viejos
Se sap que aquest espai s'anomenava capella de l'Esperit Sant i va ser fundada per l'arquebisbe Gonzalo Díaz de Palomeque. Al segle xiii va servir com a espai funerari per allotjar les restes mortals de l'arquebisbe Gonzalo Díaz Palomeque. La capella amb la denominació de «Reyes Viejos» va ser fundada per Sanç IV i era a la part alta del presbiteri de la capella major, on continuen els sepulcres dels reis. L'actual denominació «de los Reyes Viejos» té el seu origen el 1498 quan el cardenal Cisneros va voler traslladar des de la capella major els sepulcres reials, cosa que finalment no es va fer. La capella consta de tres interessants retaules platerescs de Francisco Comontes; el central té onze bones taules hispà-flamenques i una relíquia del Sant Rostre, regal del papa Innocenci X, que el rei Felip IV va manar col·locar aquí.

#### Reixes
L'autor de la reixa d'entrada a la capella és Domingo de Céspedes, un dels més importants ferrers renaixentistes, que va deixar a la ciutat de Toledo el millor de la seva obra. Va construir aquesta reixa el 1529. Consta de tres pisos separats per dos frisos elaborats minuciosament, el superior amb retallats grius que representen personatges mitològics alats i amb cua de peix. El fris de sota no és retallat però els seus grotescs estan fets amb una gran precisió. El coronament final està realitzat amb una calavera a baix al centre (motiu molt renaixentista), on es recolza la punta de l'escut del cardenal Fonseca, el subjecten dos grans grius i, sobre seu, dos putti en actitud de pregar. A ambdós costats s'aixequen els canelobres, també molt treballats.
En aquesta capella hi ha una altra reixa d'un sol pis (del mateix autor, 1558), que separa el cor. Els  balustres estan decorats amb grotescs.

### Sala Capitular
A continuació venen tres espais pertanyents a la Sala Capitular. El primer (una antiga i petita capella) és una espècie de vestíbul pel que s'accedeix al segon espai que és l'Avantsala capitular, amb un teginat mudèjar de llaceries realitzat per Francisco de Lara, que porta per acabament un fris plateresc. La porta d'accés a la Sala Capitular és també barreja de mudèjar i plateresc, obra de Bernardino Bonifacio de Tovar, realitzada el 1510. Aquest vestíbul està moblat amb bons armaris per la roba realitzats el de l'esquerra per Gregorio Pardo (segle xvi) fill de Felipe Bigarny, l'obra del qual presenta una admirable composició i tècnica, els armaris completament tallats presenten tot tipus d'ornaments, vegetals, grotescs, imatges de les Virtuts, angelets posats a la base de l'armari i a les portes; el coronament per a cada armari està realitzat amb uns grups d'escuts sostinguts per atlants. L'armari de la dreta va ser copiat per Gregorio López el 1780.

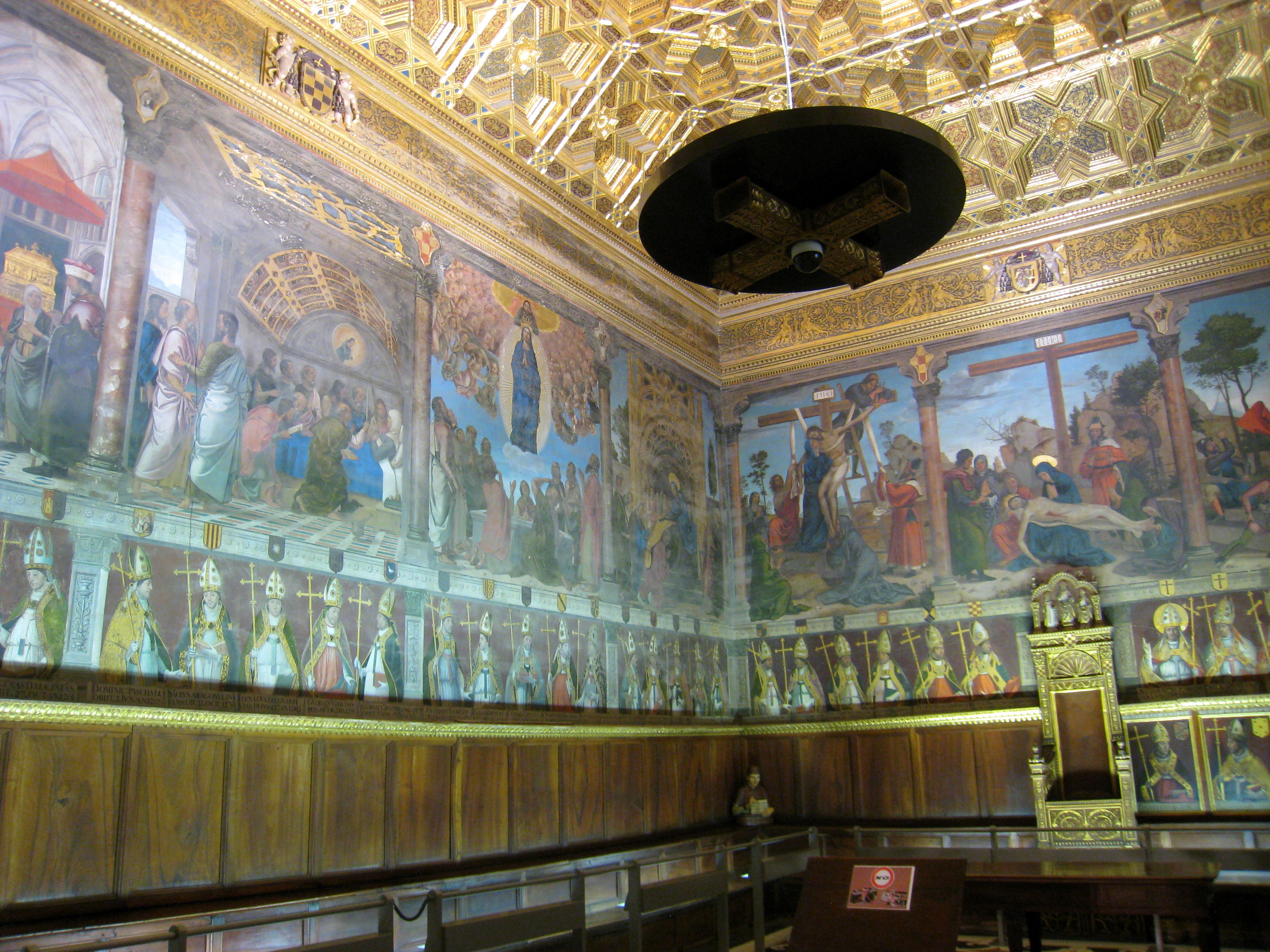
Vista general de la Sala Capitular

Des de la peça que fa d'avantsala s'accedeix a través d'una porta bellíssima amb decoració mudèjar de l'anomenat «estil Cisneros». La sala capitular va ser manada construir adherida a l'absis pel seu costat sud, pel cardenal Cisneros, cap a l'any 1504. Els plànols li van ser encomanats a l'arquitecte Enrique Egas.
És una sala rectangular amb murs plans, la sostrada es cobreix amb un bon teginat mudèjar-plateresc, obra de Diego López i Francisco de Lara que van realitzar entre 1508 i 1510. El fris que està sota el teginat i recorre les quatre parets porta ornamentació plateresca molt rica. Tota la sala està recorreguda per un banc de fusta que fa la funció de setials per als prelats, llevat de la cadira arquebisbal que hi ha al fons en el centre del mur; va ser llaurada per Copín de Holanda i acabada en 1514. Sobre els setials, en dues files i al llarg dels murs es troben tots els retrats dels arquebisbes des de sant Eugeni fins a l'últim. L'autor dels retrats des de sant Eugeni fins Cisneros va ser Juan de Borgoña. El de Sandoval y Rojas és obra de Luis Tristán; el de Moscoso, de Francisco Ricci; el d'Iguanzo, de Vicent López i Portaña.
Entre la galeria de retrats i el fris del teginat els murs es mostren amb pintures al fresc. En constitueixen un dels grans conjunts de la pintura mural espanyola. Les columnes pintades divideixen els panys de pared on es representen escenes de la vida Mare de Déu, de la Passió de Crist i Judici Final. És una gran obra de Juan de Borgoña.
A continuació de la Sala Capitular i abans d'arribar a la gran Capilla de San ildefonso, hi ha dues petites capelles: la capilla de San Nicolás, fundada per l'arquebisbe Gudiel al segle xiii i la capilla de la Trinidad, restaurada pel canonge Rafael Gutiérrez Díaz al segle xiv.

### Capilla de San Ildefonso
És l'eix central de la girola i enfront del «Transparente». Està consagrada sota l'advocació de sant Ildefons. Va ser construida a la darreria del segle xiv, per exprés desig del cardenal Gil de Albornoz, com a capella funerària per a ell i la seva família, i que no la va poder veure acabada. El cardenal Albornoz va morir a Viterbo (Itàlia) el 1364 (o 1367) i el seu cadàver va ser traslladat a Toledo tres anys més tard, data en què es va fer el seu sepulcre.
La capella va ocupar l'espai de tres capelles antigues, una central de mida gran i dos col·laterals de les petites. És de planta octogonal, estant de les primeres en que s'imposa aquest model per a capelles funeràries. Aquesta planta facilita la construcció de la capella que s'adapta a la forma de la volta, a més a més del possible simbolisme que té el nombre vuit a la religió amb la «renovació baptismal i la vida eterna ».

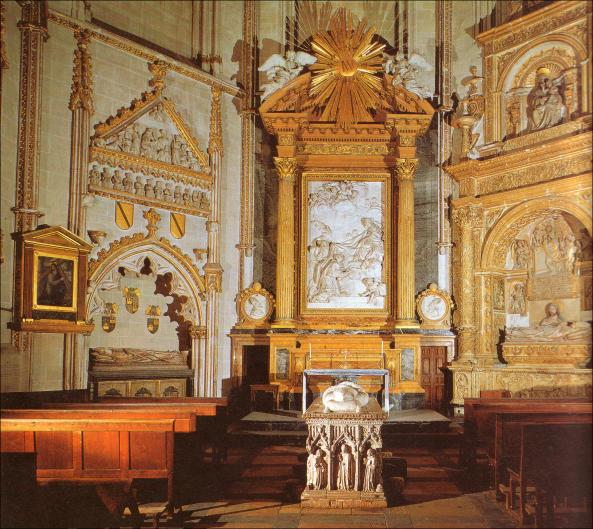
Capella de sant Ildefons amb el sepulcre del cardenal Gil de Albornoz al centre

Sobre la clau de volta de l'arc central de l'entrada hi ha una pintura amb el retrat d'Esteban Illán, personatge que va proclamar a Alfons VIII com a rei de Castella. La capella consta de tres estils de diferents èpoques: gòtic als arcs, voltes i algun sepulcre; plateresc al sepulcre del bisbe d'Àvila Alonso Carrillo Albornoz realitzat per l'escultor Vasco de la Zarza i neoclàssic al retaule central. Aquest retaule és del segle xviii realitzat en marbre, jaspi i bronze. Va ser dissenyat per Ventura Rodríguez; el gran relleu del centre amb el tema de la Imposició de la casulla a sant Ildefons, realitzat també en marbre, és obra de Manuel Francisco Álvarez. Es va portar a terme en temps del cardenal Lorenzana, al segle xviii. Posteriorment hi havia hagut un altre retaule realitzat cap al 1484, que segons la descripció d'Antonio Ponz, tenia pintures i escultures amb escenes de la Passió de Crist, la vida de la Mare de Déu i de sant Ildefons.
Pel que fa als sepulcres, el del cardenal Gil lde Albornoz es mostra exempt al centre de la capella i presenta una decoració gòtica d'arquets i figures de ploraners als quatre frontals. Com va ser construït en l'època del cardenal Pedro Tenorio, es creu que el va realitzar el taller de Ferrand González que en aquell temps és qui signava les obres d'altres capelles de la catedral. La resta dels sepulcres de familiars es troben en els murs de la capella sota nínxols oberts amb una magnífica ornamentació realitzada com si fossin portades amb timpans i llindes on s'aprecien la Maiestas Domini, el Judici Final i la Mare de Déu amb santes.

### Capilla de Santiago

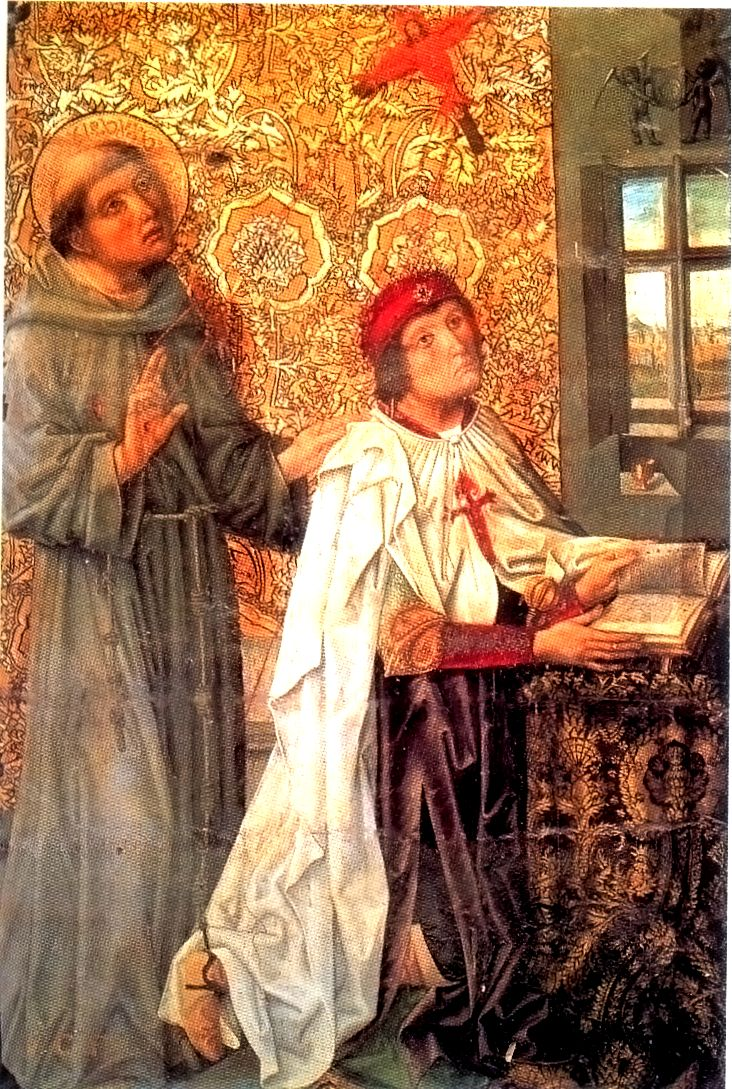
Álvaro de Luna y Jarana amb la capa de l'Orde de Sant Jaume al pit, del retaule a la Capilla de Santiago de la catedral de Toledo. Va ser Maestre de l'Orde des de 1445 a 1453.

Anomenada també capella d'Álvaro de Luna y Jarana per ésser aquest personatge històric qui la va manar reconstruir i qui la va fundar com a lloc de sepultura per a ell i la seva família. És de les més grans de la girola, perquè ocupa l'espai de tres de les antigues capelles, una gran i dues petites; és de planta vuitavada i estil flamíger molt depurat i selecte, dels millors exemples que es donen a Espanya. Aquest estil es veu reflectit als arcs d'entrada amb les seves traceries calades i a la claraboia dels arcs cecs de l'interior, més els gablets, enflocats (fistó calat i penjant) i nervis que des del terra creuen la volta formant una estrella. Tanmateix a l'exterior són austers, completament hispànics. Enfront de la pedra blanca i agradable de l'interior, aquí s'utilitza el granit i la cúpula es remata com un castell emmerletat. Tota la decoració interior d'aquesta capella està relacionada amb esglésies de Brabant, així com les mènsules amb representacions de profetes es comparen amb la capella també funerària del duc de Berry a Bourges.
L'any 1435 el Conestable Álvaro de Luna y Jarana era al moment més alt del seu poder polític. Volia a la catedral de Toledo una capella funerària per a la seva sepultura i el de la seva família i a aquest efecte va comprar l'anterior capella de sant Tomàs Canturienc (o de Tomàs de Canterbury) la qual havia estat manada edificar al segle xii per la reina Elionor d'Anglaterra. Era la primera que va dedicada a aquest sant fora d'Anglaterra. Se sap que Álvaro de Luna va manar realitzar el seu sepulcre en vida, per la qual cosa va ser elaborat una silueta en rodó de la seva persona que va consistir en un artefacte una mica estrany, ja que la imatge de bronze s'aixecava i es posava de genolls mitjançant un mecanisme especial en el moment en què començava la missa, estas obras, fueron destruidas por el pueblo en una revuelta del año 1449. Quan va morir, la capella era encara en obres així que el seu acabament va anar a càrrec de la seva esposa Juana de Pimentel i més tard de la seva filla María de Luna que va ser qui va manar esculpir els sarcòfags dels seus pares el 1498, segurament la data de la terminació de la capella. La construcció la va portar a terme el gran equip d'Hannequin de Brussel·les.

#### Retaule i sepulcres
El retaule és gòtic, de fusta policromada, obra de Pedro de Gumiel amb catorze taules pintades per Sancho de Zamora; va ser contractat per la seva filla María de Luna, el 1488. Al centre, damunt de tot del retaule, hi ha l'estàtua de sant Jaume, obra de Juan de Segovia. Al relleu central de la predel·la es representa l'escena del Llant sobre Crist mort i als seus costats hi ha el conestable i la seva esposa com a comitents acompanyats per sant Francesc i sant Antoni.
Els dos sepulcres exempts que hi ha al centre de la capella corresponen al conestable Álvaro de Luna i a la seva esposa Juana de Pimentel. Les estàtues jacents són escultures hispanoflamenques de Pablo Ortiz. Les figures orants de les cantonades són de molta qualitat; a la del conestable són cavallers de l'orde de Sant Jaume i a la de la seva esposa són frares franciscans. Als quatre arcosolis de les parets estan els sepulcres de Juan de Luna (fill del conestable), Álvaro de Luna (pare del conestable) sense figura yacent, l'arquebisbe Juan de Cerezuela (germà del conestable) i l'arquebisbe Pedro de Luna y Albornoz (oncle del conestable). Actualment aquest mausoleu pertany als ducs de l'Infantat que tenen sota la capella la seva pròpia cripta funerària.

### Capilla de los Reyes Nuevos

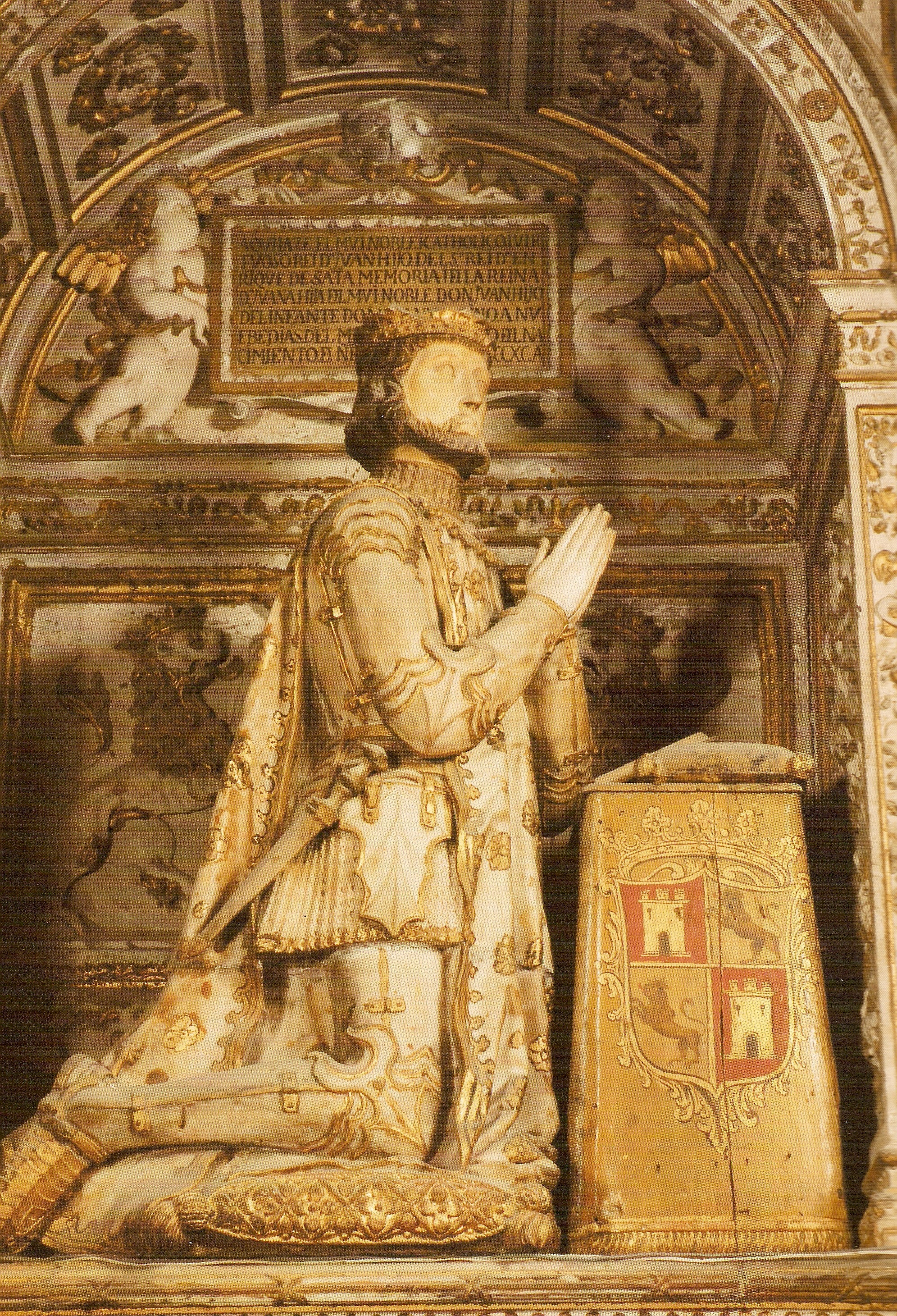
Sepulcre de Joan I de Castella,casat amb Elionor d'Aragó.

La capella original va ser fundada per Enric II de Castella el 1374 prenent el nom de Capella «Real». Era als peus de la nau nord, a l'últim tram, tallava i impedia el pas pel final d'aquesta nau. El Capítol va voler canviar el 1534 el lloc d'aquesta capella per fer desallotjar la nau i l'arquebisbe Alfonso de Fonseca y Acevedo va demanar al rei el permís corresponent per traslladar les despulles allà enterrades. Però difícil era cercar un lloc idoni, i això per fi es va solucionar gràcies a l'enginy i habilitat del seu arquitecte Covarrubias.
L'actual capella està entre el costat nord de la de Santiago i la de santa Leocàdia, a la capçalera. Té un accés estrany i difícil solucionat pel gran arquitecte Alonso de Covarrubias. S'anomena així amb referència al nou llinatge dels Trastàmara. És una capella sense culte; anteriorment el culte era mantingut pel capítol anomenat Capellans de Reis.
Més que una capella pot considerar-se com una petita església, consta d'una nau amb dos trams i un absis poligonal, més una sagristia i un vestíbul d'entrada, solució original d'Alonso de Covarrubias.

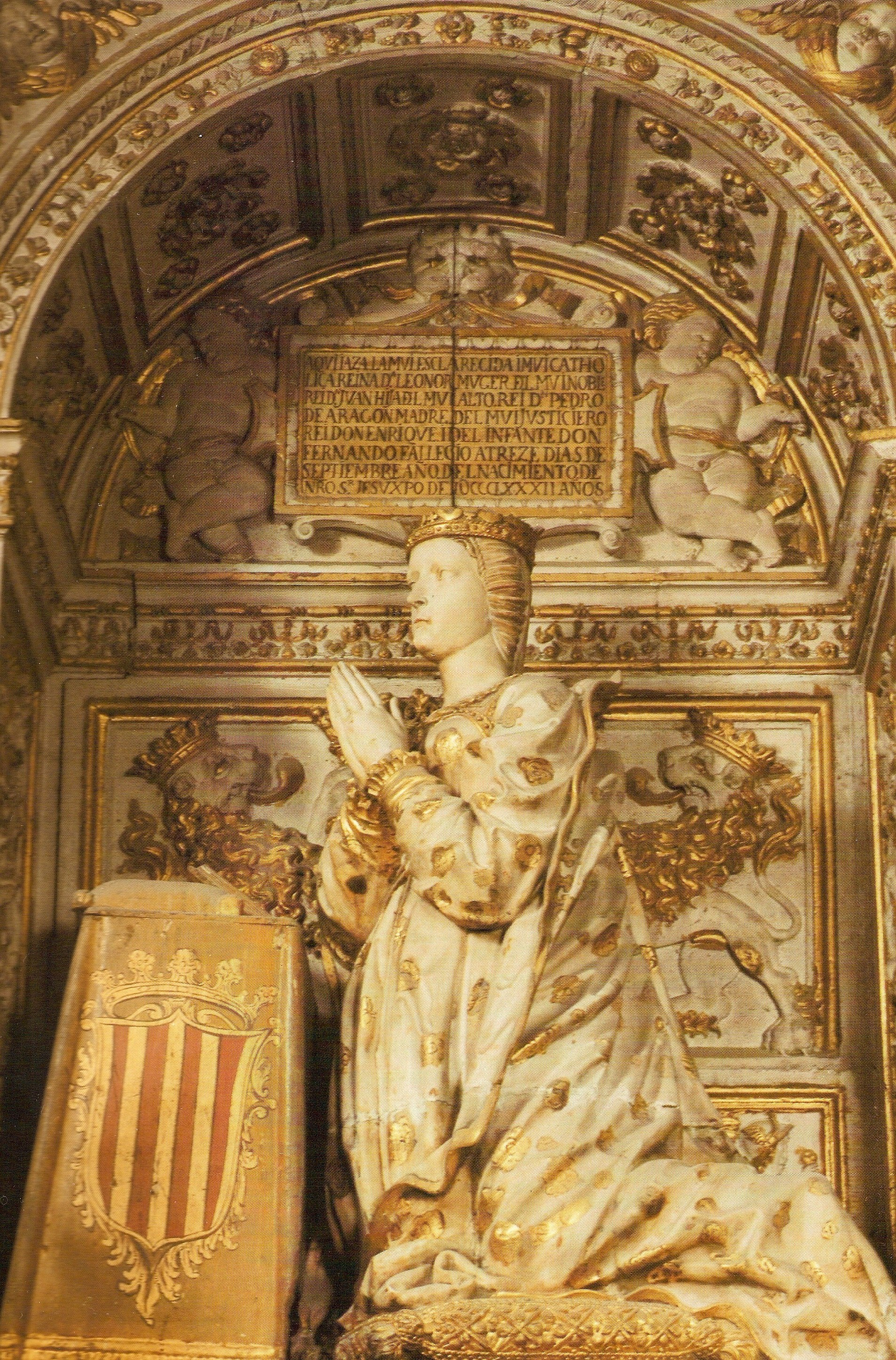
Sepulcre de la reina Elionor d'Aragó, esposa de Joan I de Castella.

Es va construir entre 1531 i 1534. Els dos trams de la nau tenen volta de creueria gòtica però tota l'ornamentació i talla dels sepulcres són renaixentistes. Estan separats per la reixa de Domingo de Céspedes. El primer tram forma el cos de la petita església amb alguns altars i al segon tram és on es troben els sepulcres reials traslladats i ficats en arcosolis renaixentistes, obra de Covarrubias.
Després de l'arc que dona l'accés al presbiteri es troben dos altars petits, obra neoclàssica dissenyada per Ventura Rodríguez. L'altar major és de Mateo Medina; té una pintura de Mariano Salvador Maella amb el tema de la Descensió, emmarcada per dues columnes corínties.

#### Sepulcres
Es troben en aquesta capella els sepulcres de gran part de la dinastia Trastàmara, amb les excepcions d'Isabel la Catòlica (enterrada a Granada), Joan II de Castella (enterrat a la Cartoixa de Miraflores de Burgos) i Enric IV (enterrat al monestir de Guadalupe de Càceres).
A la dreta estan els sarcòfags d'Enric II de Castella i la seva esposa Joana Manuel. A prop està l'estàtua orant de Joan II de Castella, obra de Juan de Borgoña (sense sepultura). A l'esquerra estan els d'Enric III de Castella i Caterina de Lancaster. Al presbiteri, a l'esquerra i al costat del retaule hi ha el sarcòfag de Joan I de Castella i a la dreta el de la seva esposa Elionor d'Aragó i de Sicília.

### Capilla de la Virgen del Sagrario

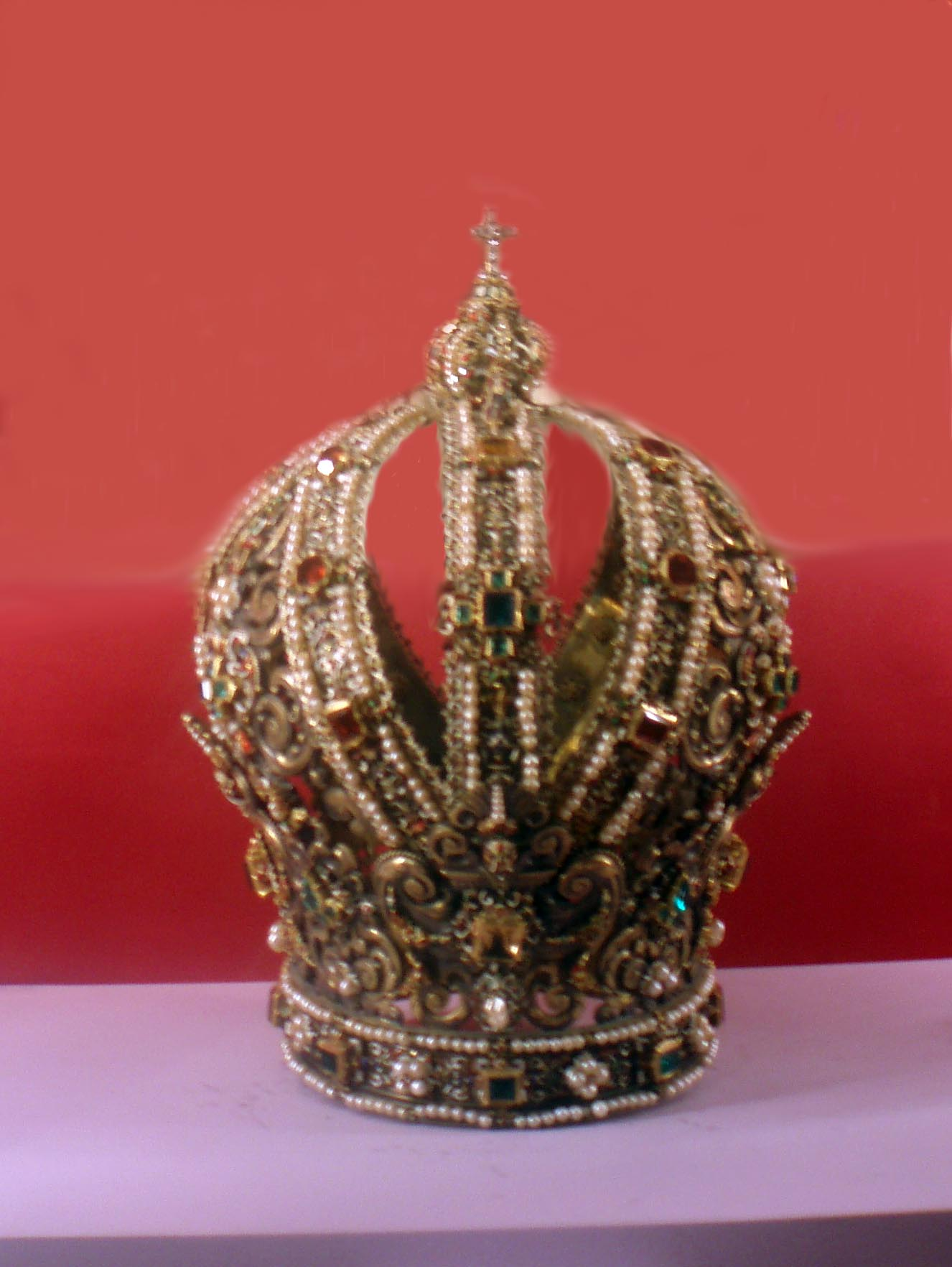
Aquesta corona, està col·locada sobre una diadema que va pertànyer a Isabel la Catòlica. El conjunt, es d'orfebreria del, es va destinar des d'aquesta època per coronar la imatge vestida de la Verge del Sagrari.

Juntament amb la capella següent anomenada del Ochavo (cap al fons), constitueixen el millor exemple d'edificacions herrerianes d'aquesta catedral. Encara que va ser el cardenal Gaspar de Quiroga qui en va manar la reconstrucció, i que va fer enderrocar per fer-ho antigues capelles, es va posar la primera pedra el 1595 sota el mandat de l'arquebisbe Albert VII d'Àustria. Però La grandesa de la nova estructura i ornamentació de sever estil herrerià de final de segle xvi es deu al cardenal Bernardo de Sandoval i Rojas. Les obres van ser Nicolás de Vergara el Mozo va començar les obre que es van acabar cap a 1616.
Hi van participar Juan Bautista Monegro i Jorge Manuel Theotocópuli (fill del pintor El Greco, que va ser arquitecte de moltes obres a Toledo). Els murs estan revestits de marbres i la gran cúpula es recolza sobre petxines. Al mur nord hi ha l'altar amb la imatge de la Verge i en un dels laterals, el sepulcre del cardenal Sandoval i Rojas.
Aquesta capella ha servit de sepultura a un nombre considerable d'arquebisbes de Toledo entre els quals es troben Gomà (1940), Pla i Deniel (1968), Alameda (1872), Monescillo (1897) i Portocarrero, l'epitafi del qual es va fer famós: Hic iacet pulvis, cinis et nihil («Aquí jeu pols, cendra i res»).

#### Escultura de la Verge
La capella està sota l'advocació de la Verge del Sagrari, una talla de fusta romànica que va ser recoberta d'argent al segle xiii, amb adorns de pedreria. Té l'Infant assegut en el centre dels seus dos genolls, de front i amb un globus del món a la mà esquerra. Aquesta figura de l'Infant es pot treure i les mans de la Verge ajuntar-les com en actitud d'oració. Els peus en el seu origen nus, estan coberts des del segle xviii amb sandàlies d'argent i pedreria. Quan va ser col·locada a la nova capella, procedent de l'antic sagrari de la catedral, se li va fer un tron d'argent, però l'arquebisbe Baltasar Moscoso y Sandoval va voler fer-li un altre millor, que va dissenyar Herrera Barnuevo i va ser realitzat i finalitzat el 1674 per l'orfebre italià Virgilio Fanelli. La imatge es mostra vestida amb riques teles brodades i joies, variant el color segons el temps litúrgic de l'any.

### Capilla del Ochavo

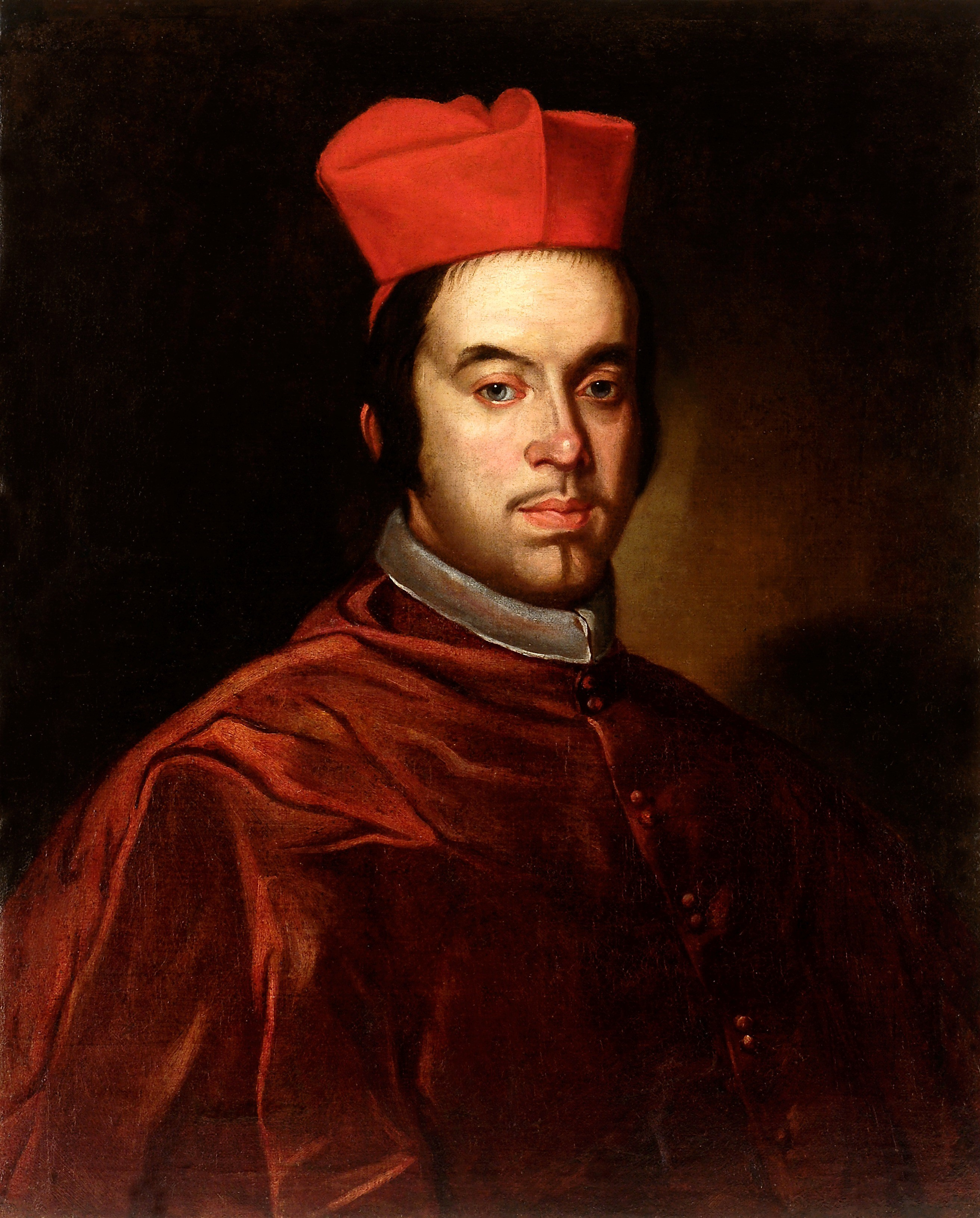
Retrat del Cardenal Portocarrero per Juan Carreño de Miranda, comitent dels frescos de Ricci y Carreño a la Capella del Ochavo.

Des de la capella del Sagrari s'accedeix a aquesta altra per dues portes que flanquegen l'altar. S'anomena també capella del Reliquiari per les nombroses relíquies que s'hi guarden: en destaquen les restes dels sants Eugeni de Toledo, Leocàdia de Toledo i Ramon de Fitero. La planta és vuitavada. La capella està rematada per una cúpula amb llanternó que descansa sobre un tambor, obra de Jorge Manuel Theotocópuli.
Les parets estan decorades amb marbres i la cúpula amb pintures on van treballar Francisco Ricci i Juan Carreño de Miranda, que van ser contractats el 8 de juliol de 1665 i per les que rebrien en pagament 6.500 ducats, la iconografia que haurien de tenir els frescs van ser imposades al contracte pel capítol catedralici. Per no conservar-se en bon estat van ser restaurades i modificades per Mariano Salvador Maella el 1778.
Als retaules adossats als murs es guarden els reliquiaris, alguns molt interessants des del punt de vista artístic i històric. Són 126 obres d'orfebreria que comprenen des del segle xiii al segle xviii, distribuïdes pels murs menys al que forma part de l'entrada a la capella. D'argent daurat és el reliquiari de sant Jaume el Menor amb arquitectura gòtica que està format amb figures dels apòstols, datat del segle xv. La forma de braç-reliquiari era molt comú, aquí es pot veure el corresponent a sant Eugeni d'argent i perles del segle xiv, també d'aquesta forma és el pertanyent a santa Dorotea del mateix segle. El cardenal Gil de Albornoz va donar les estàtues reliquiari de sant Ildefons i sant Eugeni que les imatges sostenen petits reliquiaris entre les seves mans. En forma d'ostensoris n'hi ha diversos, amb relíquies dels apòstols i de la Santa Espina.

### Altres capelles
- Capilla de Santa Lucía. També anomenada de San José, és una de les més antigues de la catedral. Va ser fundada pel bisbe Rodrigo Jiménez de Rada. Se'n conserva l'arquitectura primitiva del segle xiii; la de Santa Lucía constitueix un dels pocs espais on es poden copsar restes de l'antiga mesquita; en concret, una columna amb capitell. S'hi guarden els quadres Los desposorios de la Virgen con San José de Blas del Prado, San Bartolomé de Maella i el de San Juan Bautista atribuït a José Ribera.[46]

- Capilla de Santa Ana. És de les capelles més petites. Va ser fundada per Jiménez de Rada i restaurada per Juan de Mariana, personatge que hi és sebollit. Té una interessant reixa plateresca.[47]

- Capilla de San Juan Bautista. Va ser fundada per l'ardiaca de Niebla i canonge de Toledo Fernando Díaz de Toledo, mort el 1452. Queda tancada per una reixa gòtica i al recinte es conserva un relicari amb un valuós Crist d'ivori. La capella té una sagristia, un espai que abans corresponia a la desapareguda capella de San Bricio. El sepulcre de Díaz de Toledo va patir destrosses el 1790, solament se'n va salvar la figura jacent que es va plaçar en un lateral de la capella.[31]

- Capilla de San Gil. Considerada com una petita joia artística, va ser restaurada al segle xvi per Miguel Díaz, canonge i notari apostòlic. Díaz era un home de gusts refinats pel que fa a l'art i va manar pintar tot l'interior amb una decoració a l'estil pompeià, la moda que en aquell temps s'implantà al Monestir de l'Escorial; Miguel Díaz hi està enterrat.[31] La reixa és també un exemple de bon gust artístic. A l'interior té un petit retaule amb diferents marbres, les figures del qual s'atribueixen a Alonso Berruguete.[47]

- Capilla de Santa Leocadia. Serví com a capella funerària per al canonge Juan Ruiz Ribera que va manar restaurar-la el 1536; les seves despulles són en una urna cinerària dins d'una fornícula. A la paret frontalera està enterrat el seu oncle Juan Ruiz el Vell. Al retaule hi ha la imatge titular de Santa Leocàdia, una pintura del segle xviii realitzada per Ramón Seyro, un deixeble de Mariano Salvador Maella, emmarcada de marbres blancs i negres. La capella té una gelosia de pedra d'estil flamíger.

- Capilla del Cristo de la Columna. És una petita capella en un espai molt reduït. El més significatiu n'és el retaule atribuït a Copín de Holanda, on es mostren unes bones talles en les que apareixen Crist lligat a la columna entre sant Pere i sant Joan, en actitud de pregar.

## Capelles del costat de l'Evangeli
En aquesta part hi ha cinc capelles: la de San Pere, la de la Piedad, la Bautismal, la de Nuestra Señora de la Antigua i la de Doña Teresa de Haro.
- Capilla de san Pere. És entre la Puerta del Reloj i la de Santa Catalina, en el mur nord i junt a la galeria est del claustre. Va ser fundada per l'arquebisbe Sancho de Rojas, a mitjan segle xv, que té en aquest lloc el seu sepulcre, i que va fer l'encàrrec a l'arquitecte Alvar Martínez.[37] És la més gran i compleix les funcions de capella parroquial; més que una capella és una petita església que fa de parròquia. És de capçalera heptagonal i té una nau de dos trams i voltes de creueria i absis poligonal, el recinte de la qual s'allarga cap al nord, adossat al mur est del claustre.[48] S'accedeix per una reixa limitada per una portada gòtica amb arquivoltes decorades amb temes vegetals i heràldics en què es repeteix l'escut de la família de l'arquebisbe Rojas; aquesta entrada és sobre una paret amb pintures al fresc atribuïdes a Pedro Berruguete o a Íñigo Comontes. Sobre el vèrtex de l'última arquivolta està el bust de l'arquebisbe fundador i a dreta i esquerra, les petites estàtues de les catorze dignitats mitrades del capítol. Al centre i sobre l'estatueta de l'arquebisbe hi ha una altra imatge gòtica de més gran mida, de sant Pere en cátedra, sota dosseret gòtic.[37] Sota l'altar hi ha una arca d'argent amb les restes del beat cardenal Ciriaco Sancha y Hervás; s'hi col·locà en 2009 arran de la beatificació, traslladant-ne les restes des de la sepultura anterior, al terra de davant la capella, sota una làpida de bronze que encara s'hi conserva.

- Capilla de la Piedad. Fundada pel canonge tresorer Alfonso Martínez per tenir el lloc on havia de rebre sepultura. L'altar està dedicat a santa Teresa, la imatge de la qual s'atribueix a Pedro de Mena o al seu taller. Hi ha una pietat anomenada pel comitent del «Tesorero», que s'ha datat cap al 1400 i que és d'origen alemany.[49]

- Capilla Bautismal. El més notable és la reixa d'accés, de Domingo de Céspedes de l'any 1524, és un treball força original; està policromada i daurada i en un dels cossos està representada l'escena del baptisme de Jesús. El cimal té un coronament triangular on està inserida l'escut de la família del cardenal Fonseca. Céspedes va treballar els barrots d'aquesta reixa seguint la tradició gòtica, però al cimal les figures mitològiques són ja d'estil renaixement plateresc. La pila baptismal és una bona peça feta en bronze, molt decorada amb elements gòtico-renaixentistes.[50]

- Capilla de Nuestra Señora de la Antigua. La reixa és de l'any 1634. Els seus balustres estan disposats en ventall, seguint les característiques d'algunes reixes que es van fer a Biscaia. Està consagrada a Nuestra Señora de la Antigua, la imatge de la qual s'ha vingut venerant de sempre amb la creença que era anterior a l'arribada dels àrabs. Davant de la imatge es beneïen les banderes i estendards dels exèrcits que entrarien en combat.[51]

- Capilla de Doña Teresa de Haro. També coneguda com a Capilla del Cristo de les Cucharas, fent referència als cullerots del blasó de la família López de Padilla. Va ser fundada per Teresa de Haro, dona del mariscal Diego López de Padilla.[51] La reixa de l'època gòtica és d'autor anònim i semblant a la de les capelles de l'Epifania, sant Martí i de la Concepció.[50]

## Capilla de San Blas
La Capilla de San Blas era a set metres sota el nivell de la planta de la catedral i a l'angle nord del claustre. Està coberta per una volta octagonal i té una planta quadrada de deu metres per costat. Al centre de la capella hi ha el sepulcre gòtic exempt de l'arquebisbe Tenorio i al seu costat el del seu secretari i nebot, el bisbe Vicente Arias Balboa. S'accedeix des del mateix claustre i es discuteix l'inici de les obres: en general s'accepta un període que abasta des del 1389 a 1398, sent conclosa poc abans de la mort de l'arquebisbe comitent Pedro Tenorio, el 10 de maig de 1399.
La capella està decorada en forma pictòrica en dues parts diferenciades. Primer, des de la cornisa fins al sostre es representa el Credo a catorze escenes en el sentit de les agulles del rellotge. A la part inferior de la cornisa hi ha el Judici Final i escenes de sants. L'autoria de les obres no està clara, encara que queda atribuïda sense cap dubte a pintors florentins entre els quals s'esmenta com a molt probables Gherardo Starnina i Nicolás de Antonio.
Es va realitzar a començaments del segle xxi una profunda restauració d'aquesta capella, consolidant les pintures i tornant-les tot el seu colorit i esplendor originals, a excepció d'alguns fragments perduts.